# Újbeszterce
Újbeszterce (szlovákul Nová Bystrica) község Szlovákiában, a Zsolnai kerületben, a Csacai járásban. Veselény, Harvelka és Vichilovka településrészek tartoznak hozzá.

## Fekvése
Zsolnától 38 km-re északkeletre, a Beszterce-patak partján fekszik.

## Története
Az első telepesek a 13-15. században a vlach jog alapján érkeztek a község területére. 1601-től a Wesselényi és Eszterházi családok birtoka, majd 1626-tól részben a nagybiccsei uradalom része. A település maga Óbeszterce határában keletkezett a 17. század második felében. 1662-ben „Nova Besztercza” alakban említik először. A sztrecsényi váruradalomhoz tartozott. 1662-ben 19 jobbágytelke volt, melyek közül 16 adómentességet élvezett. 1683-ban a Wesselényiek részét a vágtapolcai uradalom birtokosai: a Löwenburgok szerezték meg. 1784-ben 326 házában 2180 lakos élt. Plébániáját 1798-ban alapították Óbeszterce filiájaként.
A 18. század végén Vályi András így ír róla: „Új Besztertze. Tót falu Trentsén Vármegyében, lakosai katolikusok, fekszik az előbbeninek szomszédságában, határbéli földgye olly nemű, mint az előbbeni, második Osztálybéli.”
1828-ban 274 háza és 2063 lakosa volt, akik főként faárukészítéssel, erdei munkákkal, állattartással foglalkoztak. Az 1831. évi kolerajárványnak 213 lakos esett áldozatul. 1850-ben 2196 szlovák katolikus lakta.
Fényes Elek 1851-ben kiadott geográfiai szótárában így ír a faluról: „Besztercze (Uj), tót falu, Trencsén vmgyében, a Gallicziai határszélen: 2196 kath., és 10 zsidó lak., kath. paroch. templommal; pálinkafőzéssel. Lakosai fa-eszközöket készitenek, s sajtot csinálnak. F. u. Szina György. Ut. p. Zsolna.”

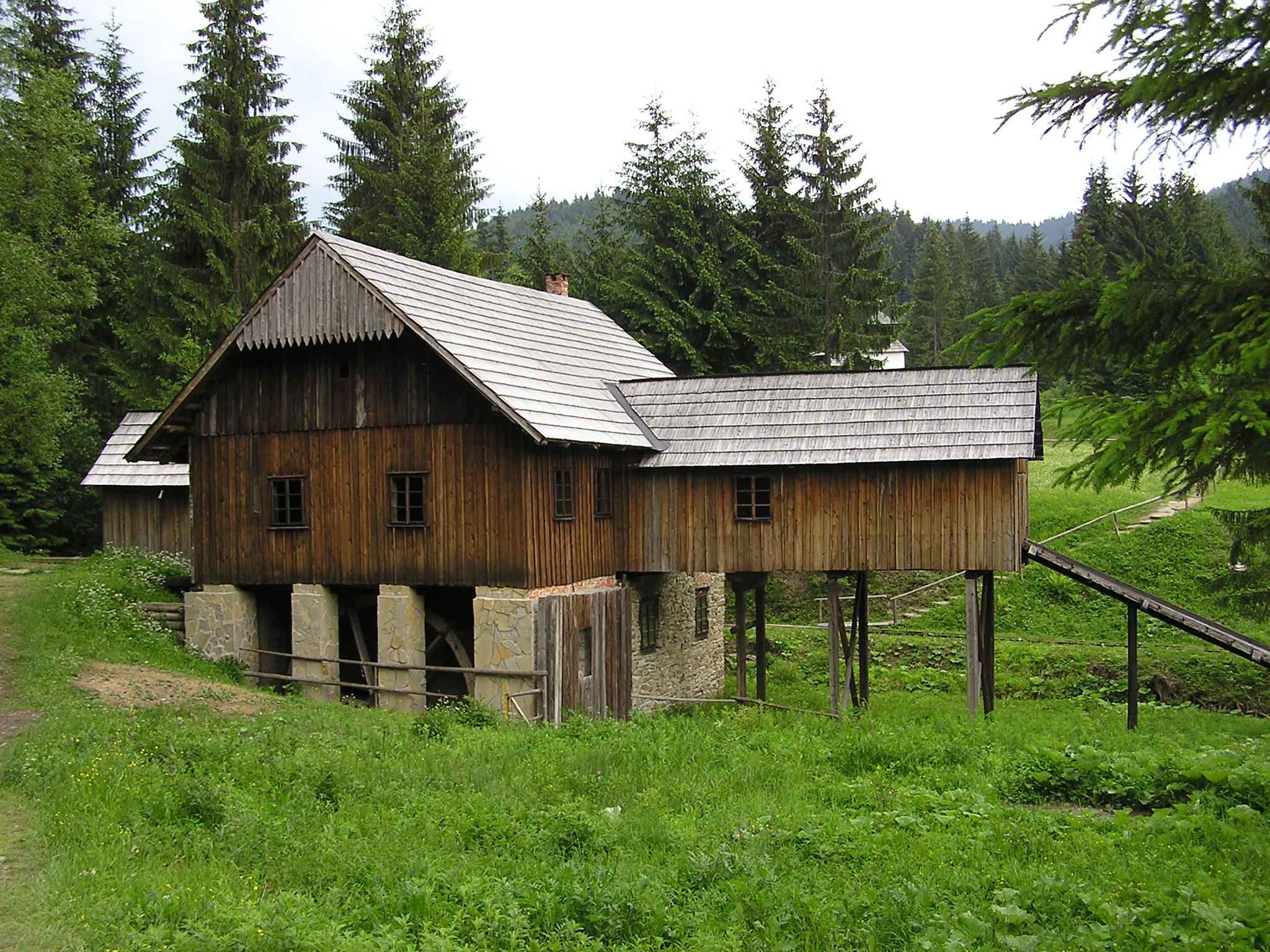
Jellegzetes vichilovkai faház

1857-ben felépült a katolikus templom. A 19. század során sok lakója vándorolt a jobb megélhetés reményében Magyarország déli vidékeire, főként a Bánátba és Szlavóniába. A trianoni diktátumig Trencsén vármegye Kiszucaújhelyi járásához tartozott.
A háború után sok lakója vándorolt ki a tengerentúlra. Veselény és Harvelka falvakat 1980-ban csatolták Újbesztercéhez.

### Vichilovka
A hozzá tartozó Vichilovka 1828-tól szerepel az írott forrásokban, akkor 87 háza és 865 lakosa volt. Szintén a sztrecsényi uradalomhoz tartozott.
Fényes Elek 1851-ben kiadott geográfiai szótárában így ír a faluról: „Vichilovka, Trencsén m. tót falu, Uj-Beszterczéhez 1 órányira, a gallicziai határszélen: 515 kath. lak. F. u. a b. Sina család. Ut. p. Zsolna.”
Erdei vasútját 1915-ben olasz hadifogoly katonák kezdték építeni. 1918 után lakói főként mezőgazdasággal, fuvarozással, tutajozással, fafeldolgozással, drótozással, házalással, kosárfonással és különféle idénymunkákkal foglalkoztak. A trianoni diktátumig Trencsén vármegye Kiszucaújhelyi járásához tartozott.

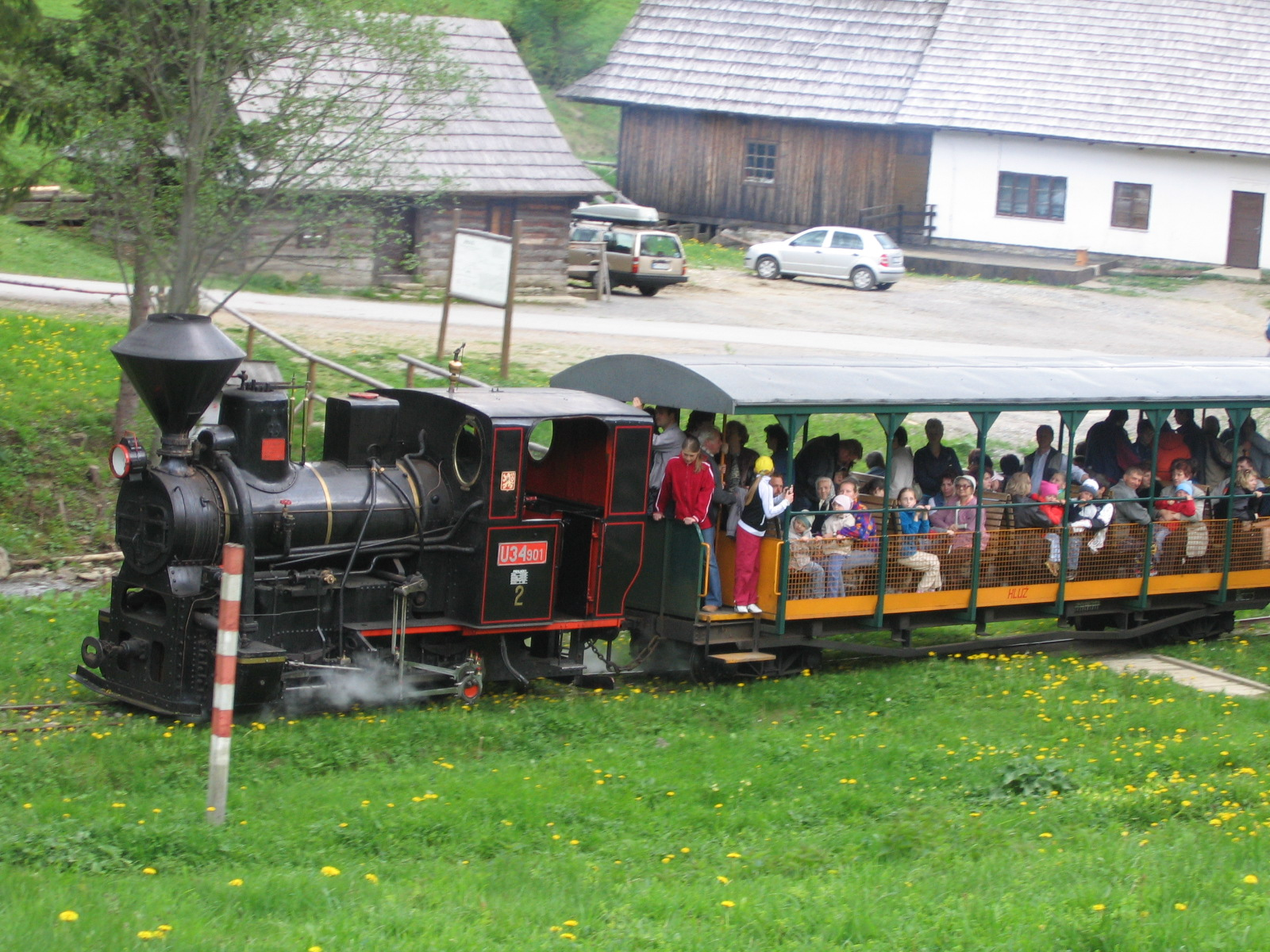
A vichilovkai erdei vasút

## Népessége
| Év:            | 1994. | 2004.   | 2014.   | 2024.   |
| -------------- | ----- | ------- | ------- | ------- |
| Emberek száma: | 2928  | 2855    | 2781    | 2570    |
| Eltérés:       |       | -2,49 % | -2,59 % | -7,58 % |

| Év:            | 2023. | 2024.   |
| -------------- | ----- | ------- |
| Emberek száma: | 2563  | 2570    |
| Eltérés:       |       | +0,27 % |

1910-ben 3378, túlnyomórészt szlovák anyanyelvű lakosa volt.
2001-ben 2882 lakosából 2868 szlovák volt.
2011-ben 2833 lakosából 2763 szlovák volt.

## Nevezetességei
- Keresztelő Szent János tiszteletére szentelt római katolikus temploma 1857-ben épült neoklasszicista stílusban.
- A plébánia épülete a 19. század közepén épült.
- A vichilovkai erdei vasút 1915 és 1918 között épült.
- A malom épülete.
- Az Újbesztercei víztározó 1983 és 1989 között épült.
- Falumúzeumát 1981-ben létesítették.

## Külső hivatkozások
- Hivatalos oldal
- E-obce.sk Archiválva 2009. augusztus 14-i dátummal a Wayback Machine-ben
- Községinfó
- Újbeszterce Szlovákia térképén
- Újbeszterce a szlovák múzeumok honlapján
- Az Újbesztercei víztározó a kiszucai régió honlapján

## Lásd még
- Harvelkavölgy
- Veselény